# 花亭駅
花亭駅（ファジョンえき）は、大韓民国光州広域市西区花亭洞にある光州都市鉄道1号線の駅である。駅番号は(110)。

## 駅構造
相対式ホーム2面2線の地下駅。

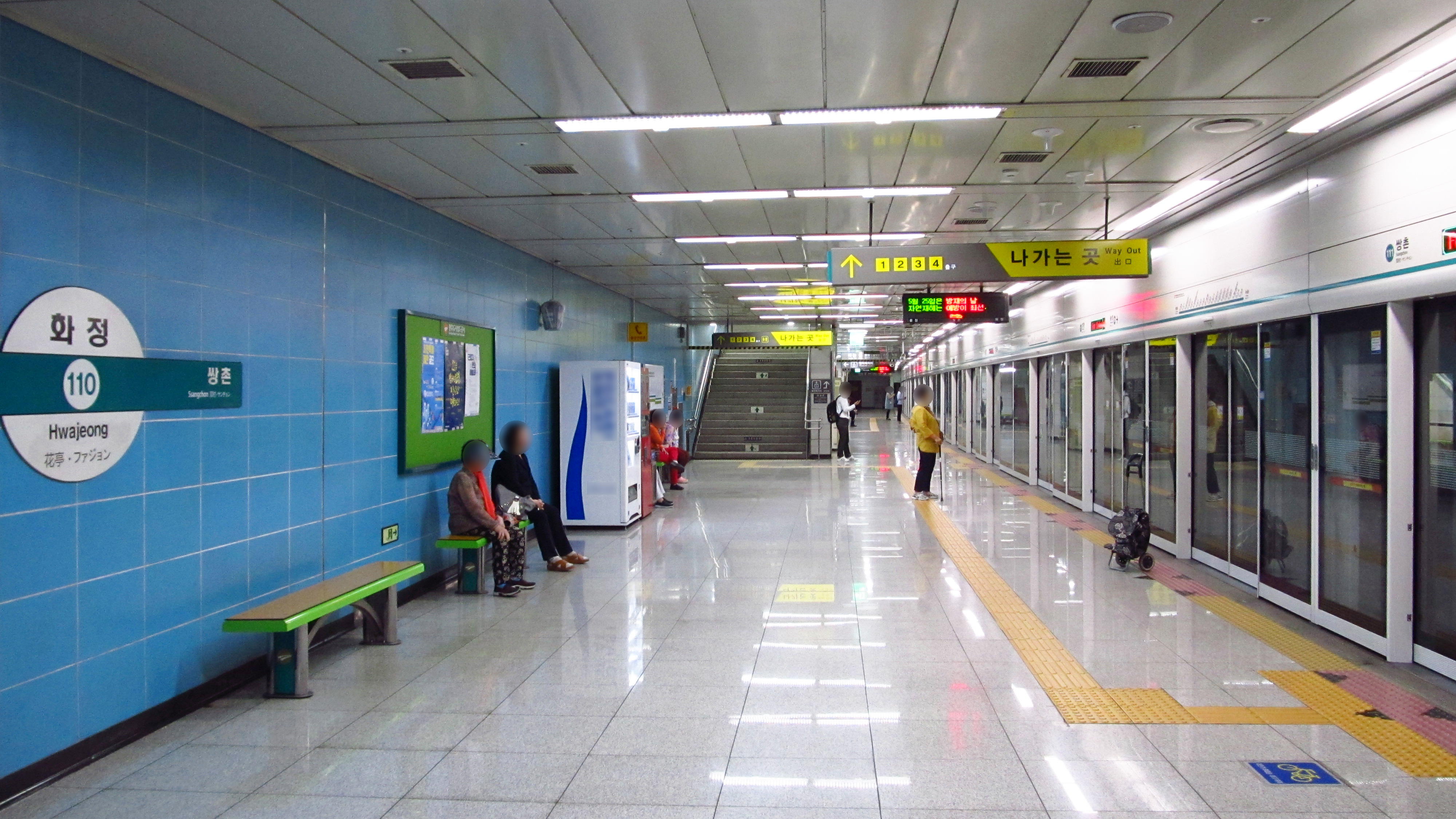
ホーム

## 駅周辺
- 光州瑞石中学校
- 光州瑞石高等学校
- 光州広域市教育庁
- 光州広域市消防安全本部
- 光州西初等学校
- 花亭1洞住民センター

## 歴史
- 2004年4月28日 - 開業。

## 隣の駅
光州広域市都市鉄道公社
●1号線
農城駅 (109) -  花亭駅 (110) - 双村駅 (111)